# Круліково (Вармінсько-Мазурське воєводство)
Круліково (пол. Królikowo, нім. Königsgut) — село в Польщі, у гміні Ольштинек Ольштинського повіту Вармінсько-Мазурського воєводства.
Населення — 313 осіб (2011).

## Демографія
Демографічна структура станом на 31 березня 2011 року:
|          | Загалом | Допрацездатний вік | Працездатний вік | Постпрацездатний вік |
| -------- | ------- | ------------------ | ---------------- | -------------------- |
| Чоловіки | 150     | 32                 | 102              | 16                   |
| Жінки    | 163     | 35                 | 92               | 36                   |
| Разом    | 313     | 67                 | 194              | 52                   |